# Dětská prostituce

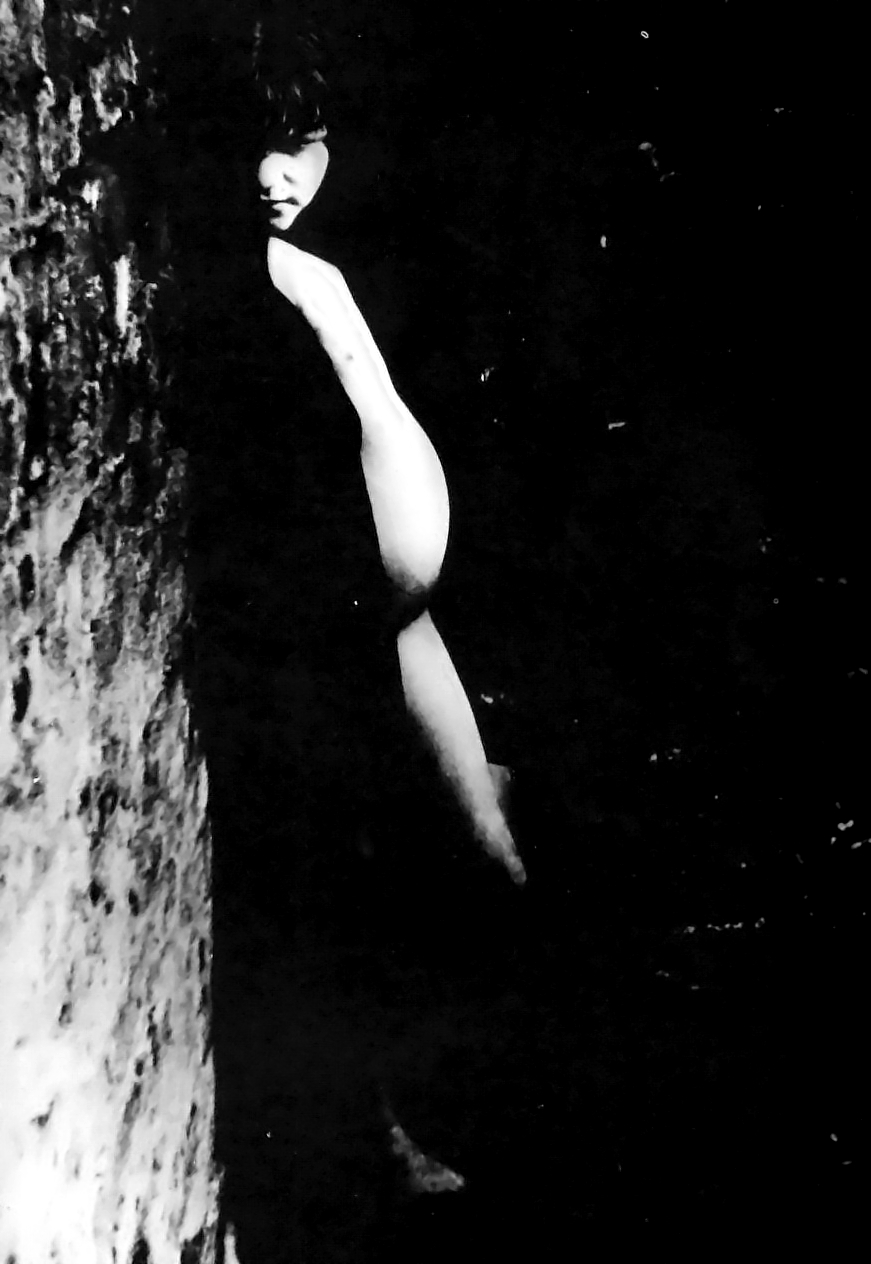
Dětská prostituce, vzato z knihy: Graham Ovenden, Robert Melville: Victorian Children, London 1972

Dětská prostituce je sexuální využívání dětí za peníze či jinou odměnu. Jedná se o jednu z nejzávažnějších forem komerčního sexuálního zneužívání dětí, mezi které dále patří také dětská pornografie a obchodování s dětmi. K vymezení tohoto pojmu došlo roku 1996 Stockholmským kongresem.

## Příčiny dětské prostituce
Rizik, která mohou předcházet provozování prostituce, je mnoho.
Mezi ty nejčastěji uváděné patří například:
- chudoba (ekonomická/sociální/kulturní)
- osobní zkušenost se sexuálním zneužitím v dětství
- emocionální traumatizace či osamocenost (v důsledku rozpadu rodiny, problémy ve škole atd.)
- domácí násilí
- zanedbávání dítěte v rodinném prostředí
- polyviktimizace
- nepřítomnost autority, klíčové osoby + absence vzpomínek na vřelou péči ze strany rodičů
- systémové týrání (oddělení dítěte od rodičů, svěření do péče pěstounů, umístění do ústavní výchovy, porozvodové spory mezi rodiči aj.)

## Formy
Formy dětské prostituce se dají v zásadě rozlišit podle tří kritérií.
První kritérium určuje, zdali se jedná čistě jen o prostituci nebo se jedná o prostituci spjatou s dalšími aktivitami souvisejícími se sexuálním byznysem (propojení s pornografickým průmyslem či s obchodováním s dětmi).
Druhé kritérium se poté zaměřuje na přístup k prostituci – zdali je provozována dobrovolně (pro přežití na ulici/pro zábavu) či z donucení (osobami blízkými/cizími).
Poslední, třetí, kritérium dělí prostituci podle toho, za jakým účelem je dospělou osobou využívána. Zde mluvíme o dalším trojím dělení:
1. dětská prostituce organizovaná – organizace dospělých, kteří si vytipovávají děti a pracují s nimi na základě jejich souhlasu (fungování na způsob obchodu s dětmi)
2. dětská prostituce rituální – prostituce spjatá s rituálními praktikami různých sekt (často sadistické zacházení)
3. dětská prostituce institucionální – dochází ke zneužívání důvěry dítěte skrze své postavení (církev či organizátoři táborů, kroužků aj.) → jedná se o nejnebezpečnější formu, jelikož je tento druh zneužívání těžko odhalitelný[4]

## Dělení prostituce

### Dívčí prostituce
Podle dosavadních získaných informací a studií je známo, že oběťmi komerčního sexualizovaného násilí, zneužívání jsou především dívky v rozmezí 12-18 let. Mimo to je u dívek více rozšířena heterosexuální prostituce.
Uvádějí se 4 fáze, podle kterých se dívky dostávají k provozování prostituce:
1. naverbování, získání důvěry
2. přivlastňování dívky (dochází k postupné izolaci děvčete od okolí)
3. kontrola (kontrola oblečení, osobních věcí; s tím spjaté tělesné tresty, vyžadování zkoušky lásky aj.)
4. totální dominance (dívka se stává obětí; požadování sexu zdarma atd.)

### Chlapecká prostituce
Chlapecká prostituce se stejně jako ta dívčí dělí na heterosexuální a homosexuální.
V případě heterosexuální prostituce je kontakt se „zákazníkem“ situován především v bytech. Méně častá jsou poté setkání v salonech. V provozování tohoto typu se může jednat buď o privátní (zbavení panenství na objednávku) nebo organizovanou prostituci.
Homosexuální prostituce je poté forma, kterou chlapci vykonávají většinou bez ohledu na svou sexuální orientaci. Tento typ prostituce můžeme rozdělit do tří kategorií:
1. salonní (gay kluby, eskort služby, veřejné domy – jen pro homosexuální klienty)
2. pouliční (na ulici; pro chlapce v nouzi)
3. call-boys (na telefonu), kept-boys (delší pobyt chlapce u jednoho zákazníka), rent-boys

## Právní úprava v ČR
V současné době se v České republice v této oblasti uplatňuje tzv. aboliční přístup. To znamená, že jsou ze zákona trestány činy související s provozováním prostitucí (kuplířství, obchodování s dětmi), ale netýkají se přímo samotné prostituce. Tento systém není dostatečně účinný, jelikož se nedaří odhalovat, stíhat a následně trestat veškeré osoby, které se dopustí protiprávní činnosti v této oblasti (zákazníci, kuplíři).
Dětská prostituce je tedy postihována podle ustanovení §189 trestního zákona: „(1) Kdo jiného přiměje, zjedná, najme, zláká nebo svede k provozování prostituce, nebo kdo kořistí z prostituce provozované jiným, bude potrestán odnětím svobody na šest měsíců až na čtyři léta, zákazem činnosti nebo propadnutím věci nebo jiné majetkové hodnoty..." 
Dále pak je ze zákona (§187) trestným činem zneužití dítěte mladší patnácti let, nehledě na to, zdali k němu dojde v souvislosti s komerčností či nikoli. Od tohoto ustanovení se dále odvíjí i sexuální zneužití dítěte prostřednictvím zneužití závislosti osoby.
Z oblasti práv v souvislosti s dětskou prostitucí je důležité zmínit také dva mezinárodní dokumenty - Úmluvu o právech dítěte, kterou Česká republika přidala do svého právního řádu v roce 1991, a Chartu sexuálních a reprodukčních práv, která byla poté přijata roku 1997 (později ještě rozšířena). 

## Dětská prostituce v České republice
Dětská prostituce se v České republice rozšířila především po otevření hranic, tedy po vstupu do Schengenu v roce 2007. Z naší republiky, která byla do té doby pouze tranzitní zemí, se stala cílová země komerčního sexualizovaného násilí na dětech. Byl to zřejmý problém, který potřeboval být řešen, ale jelikož bylo toto téma do té doby v naší zemi tabuizováno, začaly se objevovat komerční sexuální aktivity typu dětská prostituce či dětská pornografie.
Dětská prostituce se v současnosti soustřeďuje především do velkých měst, jako jsou Praha a Brno. Dále pak se vyskytuje i v příhraničních oblastech se Spolkovou republikou Německo, Rakouskem a někdy také v blízkosti hranic s Polskem.
Nejtypičtějším místem pro „kontakt“ s klienty jsou poté ulice a chodníky, které jsou zároveň i nejrizikovější, co se týče např. sexuálně přenosných chorob.
Není možné udávat přesná čísla obětí/dětí, které jsou vystavovány tomuto typu komerčního zneužívání, neexistují totiž žádné přesné statistiky. Důvodem je jeden z největších problémů dětské prostituce, a tím je jejich těžká odhalitelnost. 

## Odraz v kinematografii a literatuře
V souvislosti s rozšířeností problematiky dětské prostituce vzniká po světě nespočet filmových snímků a literárních děl, které se dotýkají tohoto tématu.
Z filmů jsou to například:
- Andělé Slunce
- Jen 17
- Lilja
- My děti ze stanice Zoo

Z knih jsou to například:
- My děti ze stanice ZOO